# ヴァルター・ガイザー
ヴァルター・ガイザー（独: Walther Geiser, 1897年5月16日 - 1993年3月6日）は、スイスの作曲家。

## 経歴
ツォフィンゲン出身。バーゼル音楽院で作曲とヴァイオリンを学んだ後、イタリア、ケルン、ウィーン、ベルリンに留学した。ベルリンでは芸術アカデミーでフェルッチョ・ブゾーニに師事した。
1924年にバーゼル音楽院に戻って、ヴァイオリン、室内楽、作曲、指揮を教え、1963年まで在職した。その他にもバーゼル弦楽四重奏団のヴィオリストやバーゼル・バッハ合唱団の指導者を務めた。
また音楽界においては、カイザーはスイス音楽家協会のメンバーであり、1962年に作曲賞を受賞している。また国際現代音楽協会のバーゼル支部代表を務めた。

## 作曲作品
作品には管弦楽曲、室内楽曲、合唱曲、オルガン曲などがあり、晩年には十二音音楽から離れた立場をとった。

## 文献
- Regula Puskás: Geiser, Walther im Historischen Lexikon der Schweiz